# Tibisay Lucena
Pour les articles homonymes, voir Lucena.
Tibisay Lucena, née le 26 avril 1959 à Barquisimeto (Lara) et morte le 12 avril 2023 à Caracas (District de la capitale), est une sociologue et femme politique vénézuélienne.

## Biographie
Rectrice de 2005 à 2020 et présidente de 2006 à 2020 du Conseil national électoral, Tibisay Lucena est ministre de l'Éducation universitaire du 19 octobre 2021 à sa mort.